# Hockeytvåan
Hockeytvåan är sedan år 1999 den fjärde högsta ligan i svensk ishockey, tidigare känd som Division 2 och Division II. Under åren 1941-1975 hade svensk hockeys andraliga namnet Division II och under åren 1975-1999 tredjeligan. Serien administreras av Svenska Ishockeyförbundets regionavdelningar tillsammans med distriktsförbunden.
Spelordningen och antalet lag varierar i de olika regionerna, alla lag börjar dock med att spela i grundserier. Efter grundserien kan lag avancera till Alltvåor, fortsättningsserier och/eller playoff beroende på vilken region de spelar i. De främsta lagen från alltvåor och/eller playoff i varje region kvalificerar sig för kvalserien till Hockeyettan.

## Indelning
Säsongen 2023/2024 var spelordningen uppdelad av regionerna på följande vis:

### Region Syd
- Grundserier
  - HockeyTvåan Södra A[1]
  - HockeyTvåan Södra B[2]

- Fortsättningsserier
  - AllTvåan Södra[3]
  - HockeyTvåan Södra Vår[4]

- Playoff
  - PlayOff1 inför kval till HockeyEttan[5]
  - PlayOff2 inför kval till HockeyEttan[6]

- Kval till HockeyTvåan
  - Kvalserie A till HockeyTvåan[7]
  - Kvalserie B till HockeyTvåan[8]

### Region Väst
- Grundserier
  - HockeyTvåan Västra A[9]
  - HockeyTvåan Västra B[10]
  - HockeyTvåan Västra C[11]

- Play Off till kvalserien för HockeyEttan[12]
  - Playoff:1
  - Playoff:2

- Kval till HockeyTvåan
  - Kvalserie A HockeyTvåan[13]
  - Kvalserie B HockeyTvåan[14]

### Region Öst
- Grundserier
  - HockeyTvåan Östra[15]

- Playoff
  - Play off 1 till kvalserie till HockeyEttan[16]
  - Play off 2 till kvalserie till HockeyEttan[17]

- Kval till HockeyTvåan
  - Kvalserie A till HockeyTvåan[18]
  - Kvalserie B till HockeyTvåan[19]

### Region Norr
- Grundserier
  - HockeyTvåan Norra A[20]
  - HockeyTvåan Norra B[21]
  - HockeyTvåan Norra CD[22]

- Fortsättningsserier
  - Alltvåan AB Norra[23]
  - Alltvåan CD Norra[24]
  - HockeyTvåan Norra A Forts[25]
  - HockeyTvåan B Norra Forts[26]

- Kval till HockeyTvåan
  - Kval till HockeyTvåan A Norra[27]

## Kvalserien till Hockeyettan
Säsongen 2022/2023: Kvalserien till Hockeyettan
De främsta lagen från varje Region kvalificerar sig för kval till Hockeyettan. Hur många lag från Hockeyettan och Hockeytvåan som spelar i kvalserien varierar från år till år och beslutas av Svenska Ishockeyförbundet. De senaste åren har kvalserien delats upp i fyra geografiska kvalserier där lagen från hockeytvåan placeras in geografiskt, till exempel lag från Region Syd till Kvalserie Södra. Lagen från Hockeyettan fyller ut de kvarvarande platserna i kvalserierna och placeras in geografiskt.